# Mena (Arkansas)
Mena è una località degli Stati Uniti d'America, capoluogo della contea di Polk, nello Stato dell'Arkansas.